# 구글 네스트 (스마트 스피커)
구글 네스트(Google Nest, 이전 이름: 구글 홈/Google Home)는 구글이 개발한 음성인식 스마트 스피커이다. 구글 어시스턴트를 탑재하여 사용자의 명령에 따라 지식검색, 음악재생, 가전제품 제어 등의 기능을 제공한다.

## 역사
2016년 3월, 구글이 아마존 에코에 대항하여 경쟁하기 위한 무선 스피커를 개발하고 있다는 것에 대한 보고서들이 출판되었다.
2016년 5월 구글 나우의 개선된 버전인 구글 어시스턴트를 탑재한 구글 홈이 공식적으로 이 회사의 개발자 콘퍼런스에서 발표되었다.
2016년 11월 4일 미국에 출시되었다.
2017년 3월 27일 이탈리아에 출시되었다.
2017년 4월 6일 영국에 출시되었다.
2017년 5월, 구글은 홈이 오스트레일리아, 캐나다, 프랑스, 독일, 일본의 경우 2017년 여름을 목표로 하고 있다고 발표하였으며, 이 장치의 소매일은 6월 26일로 정하였다.
2017년 6월 2일 캐나다에서 선주문을 시작하였다.
2017년 7월 20일 오스트레일리아에 출시되었다.
2017년 8월 3일 프랑스에 출시되었다.
2017년 8월 8일 독일에 출시되었다.
2017년 10월 4일 일본에 구글 홈을 출시하였다.
2017년 10월 4일 구글 홈 미니를 출시하였다.
2017년 10월 4일 일부 구글 홈 미니의 설계 결함으로 사용자의 모든 대화가 녹음되는 문제가 알려졌다.
2017년 10월 7일 일부 구글 홈 미니의 하드웨어 결함으로 사용자의 대화가 모두 녹음되는 문제를 수정하기 위해 모든 구글 홈 미니의 가운데 터치버튼을 영구히 비활성화하는 업데이트를 배포하여 10월 15일에 모든 기기에 배포가 완료되었다.
2017년 12월 11일 구글 홈 맥스를 출시하였다.
2018년 3월 28일 구글 홈 기기와 블루투스 오디오 장치간의 페어링 기능이 추가되었다.
2018년 4월  6일 구글 홈과 미니가 국립전파연구원에서 전파인증을 획득하였다
2018년 4월 10일 인도에 구글 홈과 구글 홈 미니가 출시되었다.
2018년 9월 11일 구글 홈과 구글 홈 미니의 예약판매를 시작하였다.
2018년 9월 18일 구글 홈과 구글 홈 미니가 한국에 출시되었다.
2018년 10월 9일 구글 홈 허브가 발표되었다.
2018년 10월 22일 구글 홈 허브의 판매를 시작하였다.
2019년 2월 12일 구글 홈 허브가 국립전파연구원에서 전파인증을 획득하였다.

## 기능
항상 듣기 상태인 마이크를 통해 핫워드(Ok, Google 또는 Hey Google)를 인식하면 작동하며 음악 재생, 가전제품 제어, 지식검색 등을 제공한다. 항상 듣기 상태는 제품에 부착된 버튼을 통해 끌 수 있다.
미국과 캐나다에서는 전화걸기 기능을 사용할 수 있다. 다만 911 등의 긴급 안전 서비스에 관한 기능은 제공하지 않는다.

## 파생 제품

### 구글 홈
최초의 구글 홈 장치로서 원통형의 형태를 가지고 있으며 한개의 2인치 드라이버 스피커와 두개의 패시브 라디에이터를 탑재하였다. 조작은 상부의 원형 정전식 터치패널과 음성입력을 사용한다. 전원공급은 전용의 16.5 V, 2 A 입력의 DC 배럴 단자를 사용한다. 구글 홈의 높이는 143밀리미터이며 직경은 96밀리미터이다. 무게는 480그램이다. 이 설계는 모듈식 원기둥 모양을 대표하며 상단에 LED가 있어서 동작을 한다는 것을 알려준다. 상단 표면은 정전식 터치 패널이 있으며 음악을 시작하고 정지한다든지 음량을 조절하는데 사용할 수 있다.

### 구글 홈 미니
구글 홈의 소형 버전으로서 한개의 전방향 40 mm 드라이버 스피커를 탑재하였다. 조작은 기기 좌우의 정전식 터치버튼과 음성입력을 사용한다. 전원공급은 5 V, 1.8 A의 마이크로 USB 포트를 사용한다.

### 구글 홈 맥스
구글 홈의 대형 버전으로서 높은 음질을 구현하기 위해 두개의 114mm 고진폭 듀얼 보이스 코일 우퍼와 두개의 18mm 커스텀 트위터 스피커를 장착한 고음질 모델이다. 전원공급은 AC케이블로 100–240 V, 50/60 Hz를 지원한다.

### 구글 홈 허브
7인치 LCD 화면을 부착한 구글 홈으로서 전면의 LCD 정전식 터치화면과 음성입력, 그리고 후면의 볼륨버튼을 통해 조작한다. 한개의 풀레인지 스피커를 장착하였다. 전원공급은 전용의 16.5 V, 2 A 입력의 DC 배럴 단자를 사용한다.

## 같이 보기
- IFTTT
- 인보크 (스마트 스피커)